# Agrotis graslini
Agrotis graslini är en fjärilsart som beskrevs av Jules Pièrre Rambur 1848. Agrotis graslini ingår i släktet Agrotis och familjen nattflyn. Inga underarter finns listade i Catalogue of Life.

## Bildgalleri

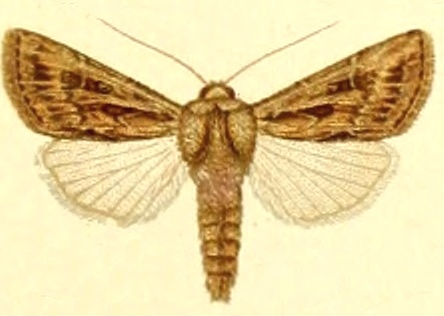